# جانيت راسيل بيركنز
جانيت راسيل بيركنز (بالإنجليزية: Janet Russell Perkins)‏ هي عالمة نبات أمريكية، ولدت في 20 مارس 1853 في لافاييت في الولايات المتحدة، وتوفيت في 1933 في إلينوي في الولايات المتحدة.